# مینیگامووا
مینیگامووا (به لاتین: Minigamuwa) یک منطقهٔ مسکونی در سری‌لانکا است که در استان مرکزی (سری‌لانکا) واقع شده‌است.